# Presentat-arm! (singolo)
Presentat-arm! è un singolo del gruppo musicale italiano Linea 77, pubblicato il 13 gennaio 2015 come unico estratto dal settimo album in studio Oh!.

## Descrizione
Traccia d'apertura di Oh!, Presentat-arm! è stato definito dal gruppo come «un riassunto perfetto dell'intero disco, uno dei brani più a fuoco, con un testo scritto di getto in furgone durante una data del tour». Al riguardo, il cantante Dade ha aggiunto:
 L'introduzione del brano contiene inoltre un campionamento del film Frankenstein Junior (1974).

## Tracce
1. Presentat-arm! – 4:13

## Formazione
- Nitto – voce
- Dade – voce
- Chinaski – chitarra
- Paolo – chitarra
- Maggio – basso
- Tozzo – batteria